# Metaller die auf Brüste starren
Metaller die auf Brüste starren ist ein Low-Budget-Film von Thorsten Hänseler (überwiegend Moderation und Regie) und Dmitry April (überwiegend Kamera und Regie) aus dem Jahr 2010. Der Film wurde offiziell vom „Offenen Kanal Bad Offenbach“ kurz OKBO produziert. Er zeigt die Filmemacher mit drei weiteren Freunden während eines Aufenthalts bei dem Wacken Open Air Festival.
Der Film feierte am 5. Mai 2011 Kinopremiere. Geplant war, ihn bis zum 31. Juli 2011 in ausgewählten Kinos zu zeigen.
Der Titel des Filmes besitzt ganz offensichtlich einen Bezug auf Männer, die auf Ziegen starren. Inhaltlich gibt es jedoch keine offensichtlichen Gemeinsamkeiten.

## Inhalt und Stil des Filmes
Der Film folgt keiner eigentlichen Handlung. Ziel des Filmes ist es vielmehr, die Stimmung auf dem Festival in Wacken mit Hilfe des Mediums Film zu transportieren. Gleichzeitig werden ebendiese Stimmung und der Aufenthalt in Wacken allgemein aus dem Off im Stil des New Journalism in Frage gestellt. Um dies zu bewerkstelligen, werden im Verlaufe des Filmes zahlreiche einfache Festivalteilnehmer interviewt, wobei zumeist Thorsten Hänseler mit einem Mikrofon neben den Teilnehmern steht und diese befragt. Gleichzeitig hält sich Dmitry April hinter der Kamera nicht zurück und scheut sich – auch während des Drehs – nicht, alle allgemeingültigen Gesetze der Kameraführung zu verletzen, indem er in den Film hineinbrüllt, die Kamera willkürlich schwenkt oder sie kurzum (vermutlich der Bequemlichkeit halber) in unvorteilhaften Winkeln hält. Die so hergestellten absurden Situationen stellen vermutlich die Essenz des Filmes dar. Während des gesamten Filmes wird nicht eine Band gezeigt, Protagonisten sind – neben den Filmemachern und deren Begleitern – die Festivalteilnehmer selber.

## Filmkritiken
Der Film wurde bei den Kritikern positiv aufgenommen. So schreibt Michael Meyns auf programmkino.de: „(…)Trotz einer eigentlichen nicht vorhandenen Handlung wird „Metaller die auf Brüste starren“ nie langweilig, die Absurdität der Situationen, der offensichtliche Spaß, den alle Beteiligten hatten, trägt ebenso dazu bei wie der schöne Kommentar. Mit gespielter Verwunderung und viel Ironie werden die Bilder kommentiert, was vor allem deswegen so gut funktioniert, weil man merkt, dass sich weder Filmemacher noch andere Besucher des Metal-Festivals allzu ernst nehmen. Das absurde, ja fast anachronistische ihres Verhaltens während dieser Tage ist ihnen stets bewusst und gerade deswegen macht es so viel Spaß, ihnen dabei zuzusehen.(…)“
Eckhard Heck leitet seine Kritik begeistert wie folgt ein: „Metaller, die auf Brüste starren kracht mitten ins ziemlich kaltnasse Sommerloch 2011 wie eine fette Arschbombe. Der kometenhafte Erfolg der im Mai gestarteten Spaß-Doku kommt selbst für die Macher überraschend.(…)“
Sebastian Betzold schrieb: „(…)Was diese Festival-Doku so sympathisch macht, ist, dass ihr in jedem Moment anzumerken ist, dass hier echte Fans am Werk waren.(…)“
Spiegel Online fasste den Film in einer Kurzkritik/Kurzbeschreibung so zusammen: „Wie aus fünf normalen Männern im Rahmen des berühmten Heavy-Metal-Festivals in Wacken ein dosenbierbetriebener Haufen Headbanger wird, zeigt diese amüsante Doku mal mehr, mal weniger geschmackvoll.“